# Back on the Wall
Back on the Wall — песня, третий сингл из третьего студийного альбома «Somewhere Over My Head» американского музыканта и исполнителя Грейсона Ченса, выпущенная 29 апреля 2016 года.

## История
По словам самого Ченса, сингл «Back on the Wall» и весь альбом в частности — «о представлении его публике заново, о рассказе о том, кто он такой и о том, чтобы рассказать людям, что уже больше не просто 12-летний ребенок».
Во время гастролей по странам Юго-Восточной Азии летом 2016 года, Ченс записал акустическую версию песни «Back on the Wall» в студии филиппинского медиаконцерна «Rappler».

## Видеоклип
На сингл был снят видеоклип (реж. Page), который появился на сервисе «YouTube» за день до официального релиза. Это первое видео, которое Ченс выпустил за четыре года после видео на песню «Sunshine & City Lights».
Ченс рассказал о видеоклипе в интервью американскому журналу «Billboard»: «Учитывая, что я не выпускал видеоклипы в течение последних трёх лет, в данном случае я хотел „вернуться“ с таким видео, которое бы показало мою [уже] повзрослевшую сторону».
За два ммесяца после выхода, видеоклип посмотрели более полумиллиона раз на сервисе YouTube.

## Отзывы критиков
- MTV отмечает, что в этой песне Ченс «демонстрирует свой вокальный диапазон: его нормальный глубокий голос перемежается высокими нотами, что действительно доводит песню до глубины души»[7].
- Американский музыкальный журнал «Billboard» отмечает, что в этой песне Ченс демонстрирует свой более глубокий вокал, «дополненный многочисленными задумчивыми кадрами в серых тонах»[1].
- Оклахомская газета «Oklahoma Gazette» публикует рецензию на альбом и отмечает, что в данной песне слышен «фирменный фальцет Ченса, однако он уже более взрослый». Этот сингл по мнению рецензента Бриттани Пиккеринг «содержит в себе уверенность исполнителя, который распродает [концерты] стадионы и заставляет своих фанатов падать в обморок»[8].
- Портал «the musical hype» называет «Back on the Wall» лучшей песней на альбоме наряду с «Afterlife» и «Hit & Run»[9].
- Музыкальный портал «InfectedEardrum» называет сингл «здоровым бунтом». Песня сравнивается с творчеством австралийского исполнителя Троя Сивана — «„Back on the Wall“ создан в стильном и эмоциональном заряженном сплаве духовной пищи с примесью современной поп-музыки… через несколько творческих ступеней худощавый симпатичный мальчик [Ченс] превратится в полноценного художника»[10].
- Индонезийский музыкальный портал «Creative Disc» публикует рецензию на сингл. Отмечается, что «Back on the Wall» является логическим продолжением предыдущего сингла «Hit & Run», который вышел 5 февраля 2016 года, а также выдвигает на первый план электронную поп-музыку, чем-то напоминающую Троя Сивана[11].